# Jean Étienne Championnet
Jean Antoine Étienne Vachier dit Championnet (Valença, 13 d'abril de 1762 - Antibes, 9 de gener de 1800) va ser un militar i polític francès.

## Biografia
Inicià la seva carrera militar de ben jove allistant-se contra el gran setge de Gibraltar. Successivament durant la Revolució francesa va ser fet comandant. El maig de 1793 se li va encarregar vèncer la revolta del Jura. També va combatre a Alemanya, a Neuwied i Düsseldorf.

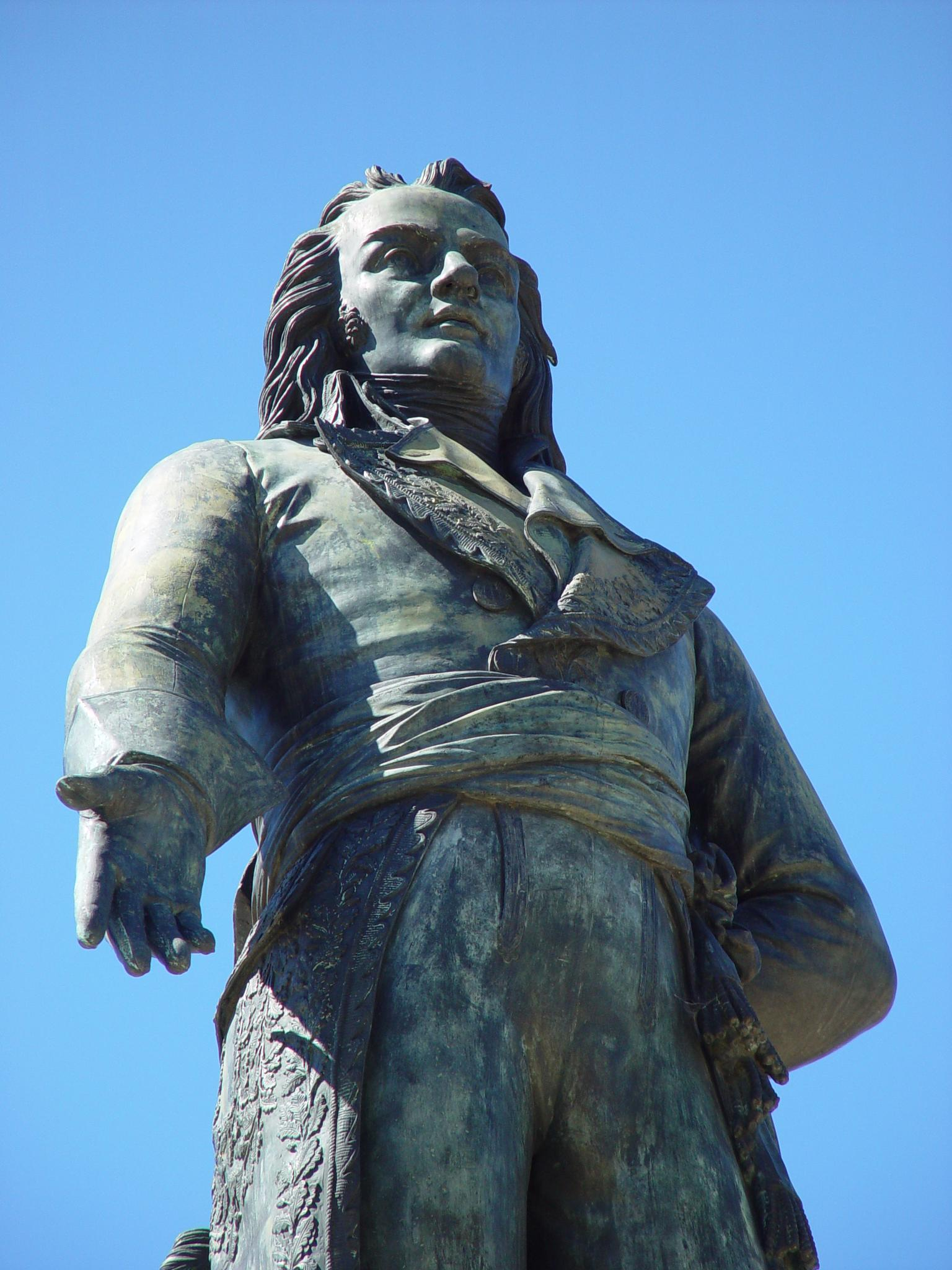
Estàtua de Championnet al Champ de Mars de Valence

El 1798 Championnet va ser nomenat comandant en cap de l'Armée de Roma que havia de protegir la recent República Romana (1798-1799) contra l'amenaça del Regne de Nàpols i de la flota britànica. El seu adversari directe era el general austríac Karl Mack von Leiberich. Championet el 15 de desembre de 1798 reconquerí la ciutat de Roma, precipitadament abandonada per Ferran IV de Sicília i Nàpols. El 23 de gener de 1799 conquerí Nàpols.
Va consentir que es formés la Repubblica Napoletana (1799). El 24 de febrer de 1799 va ser substituït per MacDonald.
Championnet morí d'una epidèmia de tifus a principi de l'any 1800.